# The Soup
The Soup fue un programa del canal de televisión por cable E! conducido por Joel McHale. Era una nueva versión de Talk Soup, de la misma cadena. A diferencia de su predecesor, The Soup se dedicaba a mostrar y comentar sarcásticamente videos, no sólo de programas de conversación o talk show como lo hacía su antecesor, sino que de toda la televisión y cine estadounidense. El programa debutó el 1 de julio de 2004 como The What The? Awards, y finalizó el 18 de diciembre de 2015.

## Secciones

### Chat Stew
Sopita de cháchara muestra los momentos más raros de los talk show estadounidenses como Martha con Martha Stewart, a quien ridiculizan por haber estado en la cárcel, y The Tyra Banks Show con la supermodelo Tyra Banks, que habría subido varios kilos en poco tiempo. Otros programas que han aparecido son Oprah con Oprah Winfrey, The View con Barbara Walters y Rosie O´Donell, además de matinales como The Today Show, Good Morning America y FOX & Friends. 
El video de entrada a esta sección muestra una cacerola con los logos y los rostros de estos programas, además de la frase So Meaty! (subtitulado en E! Latinoamérica como ¡Qué sustancioso/jugoso/carnoso/rico!, entre otras frases, que cambian cada programa)

### The Hollywood Access Extra Insider Entertainment Report
Muestra videos de los programas estadounidenses de espectáculo, que se caracterizan por el tono sensacionalista de sus noticias. Su nombre es la mezcla de los títulos de los programas Access Hollywood, Extra, The Insider y Entertainment Tonight. Durante la temporada 2007 se ha vuelto menos frecuente.

### Reality Show Clip Time!
Hora de Reality Show muestra partes de los programas de telerrealidad tanto de las grandes cadenas como de las de cable como MTV o VH1. Entre los programas que han sido citados se encuentran America´s Next Top Model, The Hills, Laguna Beach, Exposed: Celebrity Edition, Jersey Shore,The Bachelor, Flavor of Love, I Love New York, The Real World, The Surreal Life, Adventure in Hollywood, Cheaters, Next, entre otros. Un caso especial es Iron Chef America, el cual se caracteriza por la extraña manera en que se presenta el ingrediente secreto. Antes de que comience la sección Joel grita It´s Reality Show Clip Time!, seguido por el logo.

### Let's Take Some E!
Tomemos E! muestra videos de los programas del canal, como The Simple Life (emitido en Latinoamérica por FOX), y The Girls Next Door (emitido en Latinoamérica como Girls from the Playboy Mansion y tiempo después emitido en FX con su nombre original ). En el corto de introducción, aparece el logo de la sección en una bola de discoteque (representando un ambiente fiestero) y luego una boca consumiendo esto (representando la toma de alguna pastilla como el éxtasis). 

### The Clip of the Week
El corto de la semana muestra el mejor video al final del programa. Antes de la sección se muestra un video donde aparecen logos de diferentes programas, y siempre está el Perro Chihuahua Lou (mascota del programa).

## Otras secciones
Estas secciones aparecen esporádicamente en el programa:
- ¡Clippos Magníficos!: Escenas de novelas latinoamericanas como la versión 2005 de  La madrastra, Mi vida eres tú, Sin vergüenza (remake de Entre medias) y Peregrina. Aunque el título de la sección nació en 2007 cuando mostraron clips de la teleserie Así es la vida. La sección es anunciada con una voz con acento mexicano que dice Are you serious?, aunque para el capítulo del 12 de mayo de 2007 esto cambio pero a partir del 2009 regreso con la telenovela de univision Valeria.
- Souper Fantastic Ultra Wish Time: Comerciales y concursos muy raros de la televisión japonesa.
- Tales from Home Shopping: Segmentos de los infomerciales más extraños de cadenas como Home Shopping Network, donde aparece la protagonista de Paso a Paso Suzanne Sommers.
- What the Kids are Watching (Lo que miran los niños en la TV): Locos programas infantiles como la versión animada de Bratz, Gina D's Kids Club, donde aparece una cocinera que hace un baile a las galletas, Hip Hop Harry y Oobi.
- What your boyfriend is watching (Qué está viendo tu novio): Generalmente muestran videos de videojuegos y programas dedicados a adolescentes.
- Celebrity Scandal News: Noticias cortas sobre famosos del espectáculo.
- Chicks, man (Hablemos de chicas, hermano): Noticias sobre mujeres famosas. La foto que aparece para introducir el espacio es de unos pollitos (que sería la traducción de la palabra Chicks).
- Cruise Watch: Los últimos acontecimientos en la vida Tom Cruise.
- Celebrity Hook-Up Name Generator: Cada vez que se forma una nueva pareja en Hollywood, aparece este aparato para decir cual será su sobrenombre. Por ejemplo a Lindsay Lohan con Jude Law los llamaron "Lewd", y Justin Timberlake con Scarlett Johansson los llamaron "Scar Tissue".
- What the Old People are Watching: Cortos de programas para gente adulta como 60 Minutos y Weekends with Maury and Connie.
- Miley News: Sección que aparece de vez en cuando centrada en la estrella Juvenil Mley Cyrus. La introducción es una chica que grita It's Miley! (¡Es Miley!), en ocasiones se agregan gritos que riman con Miley complementando algún chiste.
- Gay Shows: Sección en la que muestran imágenes de programas relacionados con lo gay. Antes de la sección aparece una animación con autos y fuego de fondo y una voz que grita "Gay shows!". Tiene unas cuantas variaciones.

## Chistes y videos frecuentes
- Sanjaya: Durante el paso de Sanjaya Malakar por el programa cazatalentos American Idol, gracias a su popularidad por la campaña Vote for the Worst se le realizó un seguimiento en sus presentaciones, burlándose de su peinado y canto. Además se realizó un sketch llamado House of Sanjaya (Una peluquería haciendo alusión a sus peinados).
- Ryan Seacrest: Desde la llegada de Ryan a E! para conducir E! News, Joel ha hecho bastantes bromas, dejando entrever una "supuesta" rivalidad.
- Little Gay: En algunos videos Joel ha comentado, refiriéndose a un hombre que aparecía en el corto, that's a little gay (eso es un poco gay), por lo que la gente en el estudio se ofendía y él replicaba Oh, no, I was talking about THIS guy! (¡Oh, no, estoy hablando de este tipo!) y aparecía en su mano un hombre pequeño que actuaba con típico estereotipo de un homosexual. En 2007 apareció su contraparte latina llamada Un pequeño gay, debido a un clip de la novela Así es la vida. Aunque hubo un error, ya que Joel dijo eso es un pequeño gay, cuando debió decir eso es un poco gay. Esto ocurrió ya que en inglés little sirve tanto para tamaño como cantidad, en cambio en español hay una palabra para cada una (poco y pequeño). Este personaje fue copiado por el programa The Big Gay Sketch Show de Rosie O'Donnell con el nombre de Pocket Gay Friend. Es por eso que en The Soup respondieron con otro original personaje llamado The Giant Lesbian (La Lesbiana Gigante), que se burla de Rosie, ya que ella es lesbiana y corpulenta. En al menos un episodio introdujeron un personaje similar pero basado en la frase that's a little racist ( "eso es un poco racista").
- Kong Monkeys: En 2005 aparecieron los muñecos Kong (de King Kong) que hacían sátiras de películas como Brokeback Mountain (renombrada Brokeback Kong) y Memorias de una geisha (renombrada Memoirs of a Geisha Kong).
- Kiss my ass: El más publicado video en The Soup muestra a Whitney Houston peleando con su esposo Bobby Brown en el reality Being Bobby Brown. Discutían de si George W. Bush era un terrorista, cuando Whitney le replicó a su esposo diciendo Kiss my ass (Besa mi trasero). Este era mostrado a cada momento en 2005 e incluso fue el número uno en el especial Clipdown '05. En la temporada más reciente ha sido cambiado por un corto de la supermodelo Tyra Banks diciendo Kiss my Fat Ass.
- Horatio Caine: Luego de cada clip sobre CSI: Miami, Joel imita la forma dramática de hablar de Horatio Caine (interpretado por David Caruso).

## Otros programas citados
Programas que aparecen regularmente, aunque no en una sección específica:
- American Idol
- Dancing with the Stars
- Héroes
- CSI: Miami
- Larry King Live

## Horario
- En Estados Unidos el programa se transmitía una vez a la semana en E!, los miércoles a las 22:00.
- En Latinoamérica el programa se emitía en E!, estrenándose los viernes a las 21:30. Las repeticiones se emitían (conteniendo los capítulos de la penúltima y la última semana) los domingos a las 14:30 y 15:00.

## Adaptaciones latinoamericanas
- La sopa, transmitida por E! Latinoamérica solo para dicho país, es conducido por Eduardo Videgaray.

- La sopa, transmitida por E! Latinoamérica solo para dicho país, es conducido por Led Varela.

- La sopa, transmitida por E! Latinoamérica solo para dicho país, es conducido por Diego Camargo.